# Luperina uniformis
Luperina uniformis är en fjärilsart som beskrevs av W. Warren 1911. Luperina uniformis ingår i släktet Luperina och familjen nattflyn. Inga underarter finns listade i Catalogue of Life.